# Tereyken
Tereyken, ook gespeld als Ter Eijken of Tereijken, is een buurtschap tussen De Mortel en Beek en Donk, in de gemeente Gemert-Bakel in de Nederlandse provincie Noord-Brabant. 
De buurtschap bevindt zich in het dal van de Snelle Loop.
In 1386 bevond zich hier een hoeve die toebehoorde aan de Commanderij van de Duitse Orde te Gemert. Deze werd in 1391 verpacht aan Amelis Jan Maaszoon tegen een jaarlijkse betaling van een aantal landbouwproducten in natura.
Het nu in particuliere handen zijnde bezit werd in de loop der eeuwen opgesplitst en in 1716 telde men vijf boerderijen die alle ten noorden van de weg waren gelegen.
In de loop van de 19e eeuw werden er ook enkele boerderijen ten zuiden van de weg gebouwd, maar er werden ook boerderijen opgeheven zodat er in de buurtschap tegenwoordig zes boerderijen zijn te vinden.
Dorpen: Bakel · De Mortel · De Rips · Elsendorp · Gemert · Handel · Milheeze

Buurtschappen: Bakelsebrug · Bankert · Benthem · Deelse Kampen · De Klef · De Wind · Doonheide · Esdonk · Esp · Geneneind · Grotel · Heidveld · Hilakker · Hoeven · Hoogen-Aarle · Kaweide · Kivitsbraak · Koks · Kuundert · Mathijseind · Milschot · Muizenhol · Neerstraat · Nuijeneind · Overschot · Pandelaar · Pandelaarse Kampen · Ravensgat · Ren · Rootvlaas · Scheepstal · Schouw · Schutsboom · Speurgt · Tereyken · Verreheide · Vossenberg · Wolfsbosch · Zaarvlaas · Zand

Voormalige buurtschappen: Boekent

Noord-Brabant: Steden en dorpen      Nederland: Provincies · Gemeenten